# Distrito electoral de West Stromsburg
West Stromsburg (en inglés: West Stromsburg Precinct) es un distrito electoral ubicado en el condado de Polk en el estado estadounidense de Nebraska. En el Censo de 2010 tenía una población de 750 habitantes y una densidad poblacional de 7,25 personas por km².

## Geografía
West Stromsburg se encuentra ubicado en las coordenadas 41°5′42″N 97°38′22″O / 41.09500, -97.63944. Según la Oficina del Censo de los Estados Unidos, West Stromsburg tiene una superficie total de 103.38 km², de la cual 103.2 km² corresponden a tierra firme y (0.18%) 0.18 km² es agua.

## Demografía
Según el censo de 2010, había 750 personas residiendo en West Stromsburg. La densidad de población era de 7,25 hab./km². De los 750 habitantes, West Stromsburg estaba compuesto por el 97.33% blancos, el 0.13% eran afroamericanos, el 0.27% eran amerindios, el 0.4% eran asiáticos, el 0% eran isleños del Pacífico, el 0.13% eran de otras razas y el 1.73% pertenecían a dos o más razas. Del total de la población el 1.07% eran hispanos o latinos de cualquier raza.